# Chiesa di Sant'Agostino (Messina)
La chiesa di Sant'Agostino con l'annesso convento dei frati dell'Ordine agostiniano, era un luogo di culto cattolico ubicato sulla strada denominata Dromo o «via dei Monasteri».

## Storia

### Epoca bizantina
Gli Eremitani di Sant'Agostino si insediarono in Sicilia nel 439 abbandonando l'Africa ove imperversavano le persecuzioni dei Vandali. Nello specifico, un gruppo di eremiti si stabilì sulle alture occidentali di Messina, dimoranti sulla collina denominata «Scirpi».

### Epoca islamica
Le limitazioni prima e il bando di pratiche di culto cristiano in seguito, per mano delle continue ondate d'invasori saraceni a partire dall'827, costrinsero la comunità eremitica a procrastinare l'insediamento entro le mura cittadine.

### Dalla nascita del Regno di Sicilia al XIV Secolo
Il trasferimento nel nucleo cittadino è collocabile in epoca anteriore, secondo alcuni studiosi è verosimile che le strutture cittadine fossero già utilizzate alla stregua di grancia. Solo nel 1387 sono documentati la cessione ai religiosi dell'oratorio di San Cristoforo e di un palazzo ubicati vicino alla «via dei monasteri», quest'ultimo assegnato dalla contessa Pasca Romano Colonna. La chiesa fu ricostruita sotto il titolo di Sant'Agostino e amministrata dagli Agostiniani conventuali.

### Epoca Rinascimentale
Il 4 maggio 1593 un incendio distrusse il convento che fu ricostruito nel 1601.
Al potenziamento e all'ingrandimento della costruzione nel 1635 contribuì il Senato di Messina.
In questo periodo appartenevano agli agostiniani: 
1. ) la chiesa di Santa Restituta nel «Piano di Terranova» e il convento annesso;
2. ) la chiesa dei Santi Cosma e Damiano e il convento annesso;
3. ) la chiesa della Santissima Annunziata alla Zaera e il convento annesso;
4. ) la chiesa di San Giovanni Decollato nel «Piano di Terranova».

### Epoca tra il XVII e il XIX secolo
Dopo il terremoto della Calabria meridionale del 1783 l'Ordine era insediato:
1. ) la chiesa di Santa Restituta presso «Rocca Guelfonia»;

### Epoca contemporanea
Il complesso del Dromo è distrutto col terremoto di Messina del 1908.

## Interno

### Opere scultoree

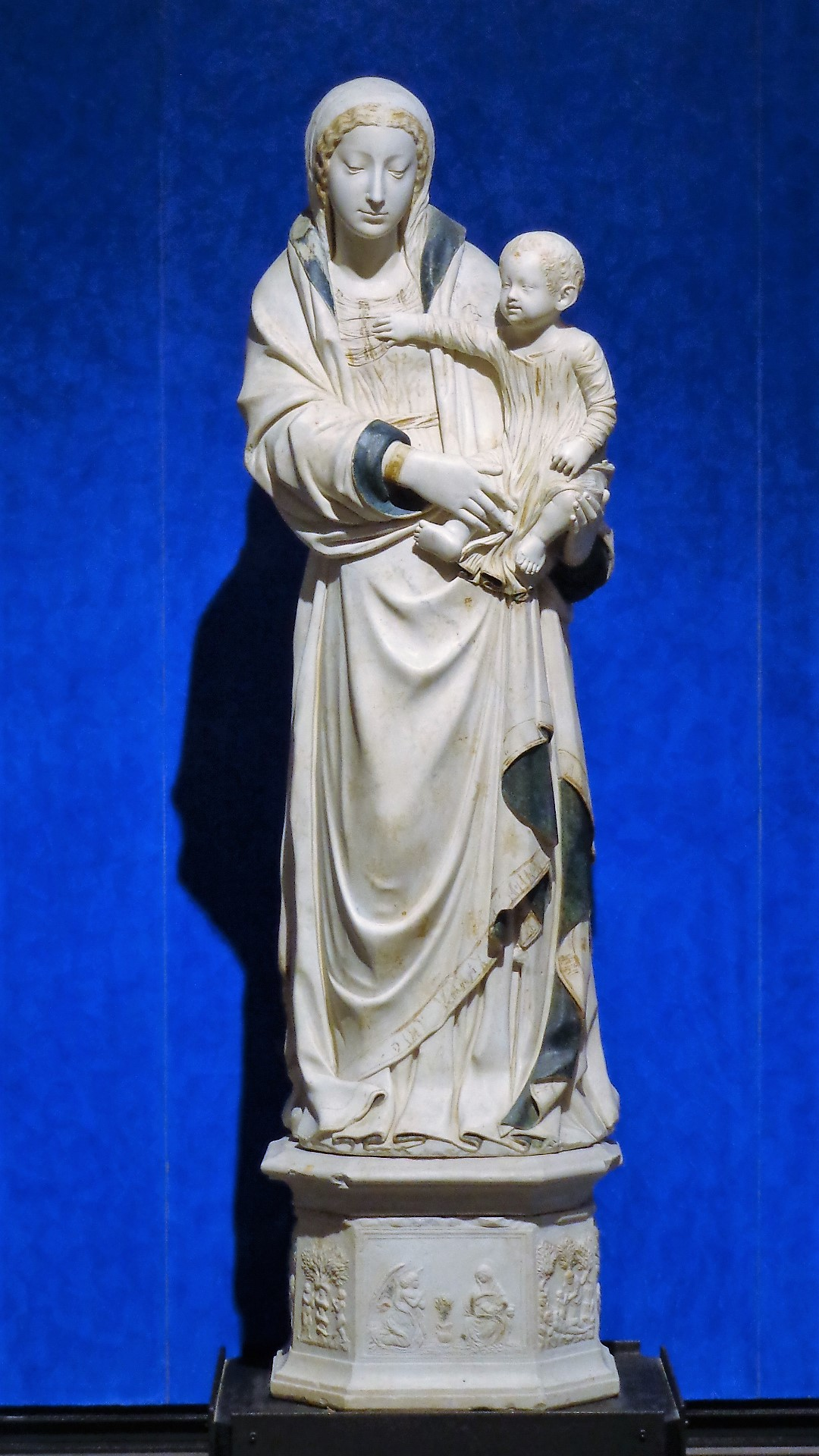
Madonna con Bambino, Francesco Laurana, Museo regionale di Messina.

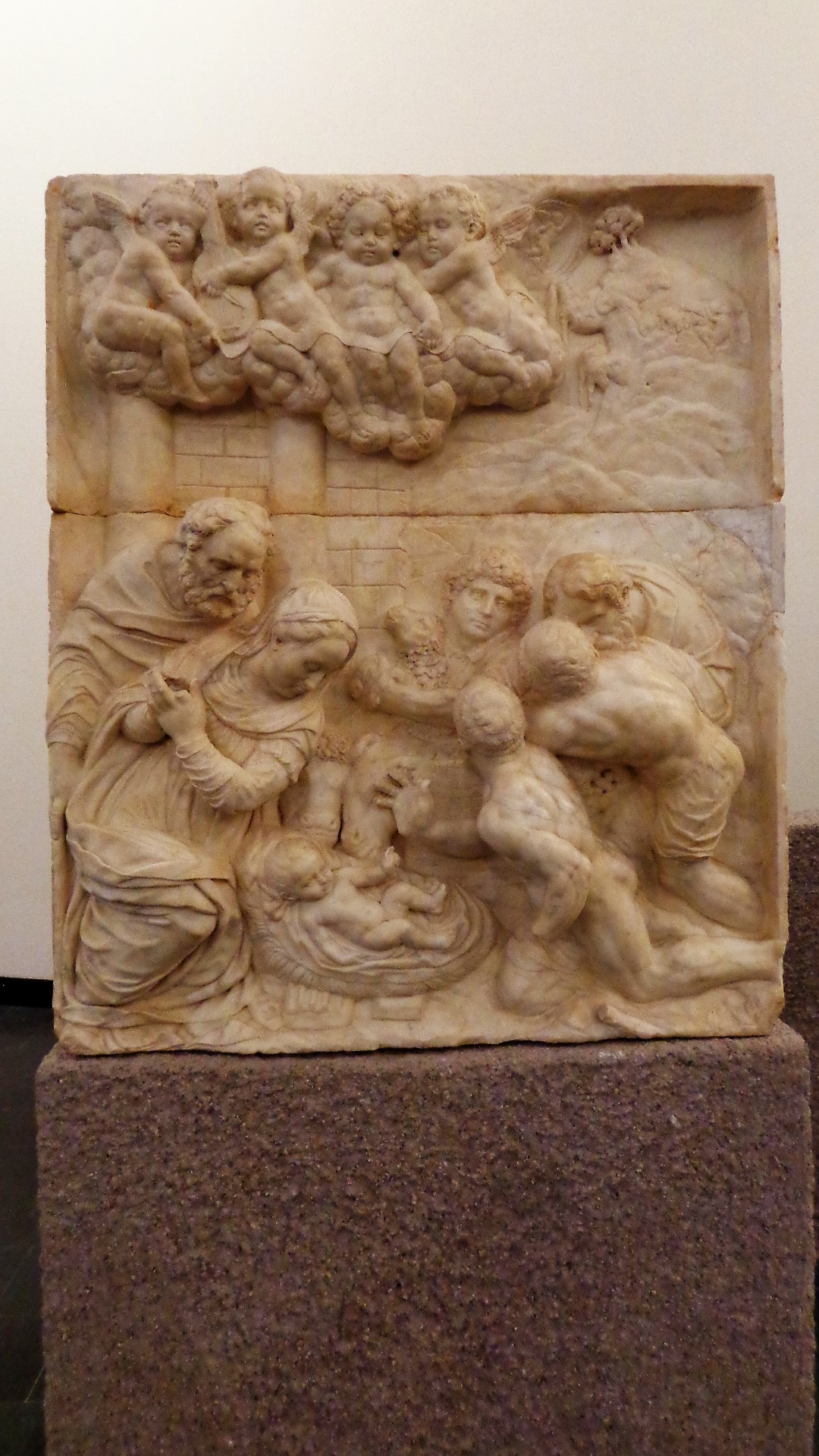
Adorazione dei Pastori, Rinaldo Bonanno, Museo regionale di Messina.

Altare della Vergine con la statua raffigurante la Vergine col Bambino.
- Cappella Calvo: sulla sopraelevazione il dipinto raffigurante la Presentazione, opera di Cesare Di Napoli.[1][6]
- Cappella Abate: sull'altare del 1670 il bassorilievo marmoreo raffigurante la Natività, opera di Rinaldo Bonanno.[7][4][8]
  - 1603, Mausoleo di Giovanni Abbate[4][8]
  - 1670, Mausoleo di Gabriele Abbate[4][8]
- Sull'altare maggiore il quadro, opera di Stefano Giordano.[1]
- Sepolcro di Leonardo Testa, filosofo e medico.[9][5]
- Lapide di Vincenzo Ferrarotto giureconsulto.[9][5]

Il tempio ospitava la sepoltura del pittore Antonino Alberti.
- Cappella Cicala, manufatti marmorei, commissione di sepolture nella cappella gentilizia patrocinata dalla famiglia Cicala, opere di Giovanni Angelo Montorsoli.[10]

### Opere pittoriche
- XVII secolo, San Cono, dipinto ad olio, opera di Andrea Suppa.[1][7][11][12][8]
- XVII secolo, Sant'Agostino, dipinto, opera di Alonso Rodriguez.[1][7][12][8]
- XVI secolo, San Cosma e Damiano, dipinto, opera di Deodato Guinaccia.[1]
- XVII secolo, Angelo Custode, dipinto, opera di Giovanni Simone Comandè e Alonso Rodriguez.[1]
- XVI secolo, Disputa di Gesù nel tempio, dipinto, opera di Alfonso Franco.[1]
- 1589, Deposizione o Pietà raffigurante la Beata Vergine Maria col Redentore morto deposto sulle ginocchia e Maria Maddalena nell'atto di baciargli una mano, dipinto firmato e datato "LAURENTIUS CALAMECH INVENTOR FACIEBAT 1589", oggi al Museo regionale di Messina, opera di Lorenzo Calamech.[13][1]

## Oratorio di San Cristoforo
Luogo di culto d'epoca aragonese adibito a prima sede dell'ordine agostiniano.

## Convento di Sant'Agostino
Il convento primo in Sicilia, soggetto solo al Generale dell'Ordine, quindi esente a qualsiasi altro Superiore Provinciale.
- ?, Fonte della Lupa allattante Romolo e Remo, manufatto marmoreo.[12][8]

- 1721, Sede della Congregazione di Santa Maria della Consolazione e Congregazione delle Sante Anime del Purgatorio.[1]

## Chiesa di Santa Restituta
- Chiesa di Santa Restituta e convento dell'Ordine dei Padri Scalzi di Sant'Agostino.

## Chiesa e convento di Santa Restituta a Rocca Guelfonia
Nel 1759, presso la fortezza di Matagrifone iniziarono i lavori per la costruzione della chiesa con il medesimo titolo.
L'istituzione conventuale appartenente alla Congregazione degli agostiniani scalzi fu soppressa nel 1862.

## Chiesa di San Giovanni Decollato
Nel «Piano di Terranova» all'interno delle mura, gli Agostiniani edificarono la chiesa di San Giovanni Decollato subito destinata alla demolizione per la costruzione della Real Cittadella.

## Chiesa dei Santi Cosma e Damiano

### Convento dei Santi Cosma e Damiano
Fondato prima del 1593 ad un miglio dalla città sulla «strada del Dromo», fungeva da grangia del convento di Sant'Agostino, che dava quanto necessario in natura e in denaro. Apparteneva agli Agostiniani conventuali.

## Chiesa della Santissima Annunziata
La chiesa della Santissima Annunziata alla Zaera sorgeva nella contrada detta «la Carrubbara» contigua alla «Porta della Zaera» inserita nella nuova cinta muraria innalzata nel 1671, altresì nota come chiesa della Madonna di Dinnammari. Corrispondente verosimilmente all'attuale chiesa di San Clemente, in via Porta Imperiale, sulla sponda nord del torrente Zaera.
- XVI secolo, Vergine del Rosario, dipinto documentato nella navata destra, opera di Menichello Cardili (Domenico Cardillo) della seconda metà del secolo.[16][20][18][17]
- 1585, Vergine Annunziata, dipinto su tavola documentato sull'altare maggiore, opera attribuita a Deodato Guinaccia.[16][20][18][17]
- XVIII secolo, Crocifisso raffigurato fra Sant'Agostino e Santa Monica, dipinto su tela, opera di Giovanni Tuccari.[17]

### Convento della Santissima Annunziata
Il convento era ubicato fuori le mura, nel quartiere detto della Zaera, appartenente al territorio parrocchiale della chiesa di Sant'Antonio. Con trattative già in corso nel 1611 e riprese nel 1614, con l'approvazione dell'arcivescovo Pedro Ruiz de Valdevexo, nel 1618 la chiesa fu concessa dalla confraternita omonima ed il convento dichiarato sede di noviziato e priorato. Nello stesso anno erano documentati la chiesa con cinque altari, il convento con 22 celle e il chiostro. L'istituzione non possedeva altri immobili e la comunità insediata viveva di elemosine, di generi in natura questuati e di contributi elargiti dal Senato di Messina. Apparteneva alla Congregazione degli agostiniani scalzi.

### Confraternita della Santissima Annunziata alla Zaera
Confraternita scioltasi nel 1650 dopo la cessione delle strutture ai religiosi dell'Ordine di Sant'Agostino.